# Pterolophia celebensis
Pterolophia celebensis là một loài bọ cánh cứng trong họ Cerambycidae.